# Mia De Vits
Marie Louise „Mia” De Vits (ur. 31 marca 1950 w Gooik) – belgijska i flamandzka polityk oraz działaczka związkowa, w latach 2004–2009 posłanka do Parlamentu Europejskiego.

## Życiorys
W 1971 ukończyła studia w zakresie nauk społecznych. Krótko pracowała jako dziennikarka dla VRT. Od 1973 zajmowała się działalnością związkową w ramach generalnej federacji pracy w Belgii (Algemeen Belgisch Vakverbond/Fédération générale de Travail de Belgique, ABVV/FGTB). Była doradcą politycznym (do 1984), następnie sekretarzem federalnym (do 1989) i generalnym (do 2002), w latach 2002–2004 przewodniczyła tej organizacji. Od 1989 jednocześnie zasiadała we władzach Europejskiej Konfederacji Związków Zawodowych oraz w organach wykonawczych Międzynarodowej Organizacji Pracy.
W 2004 została wybrana do Parlamentu Europejskiego z ramienia flamandzkiej Partii Socjalistycznej (sp.a). W PE zasiadała w grupie socjalistycznej. Była m.in. kwestorem oraz członkinią Komisji Rynku Wewnętrznego i Ochrony Konsumentów. W 2009 nie ubiegała się o reelekcję, rok później bez powodzenia kandydowała w krajowych wyborach parlamentarnych.